# 1916 na política

## Eventos
- 1 de fevereiro - Na Rússia, o primeiro ministro Ivan Goremykin é substituído por Boris Stürmer.[1]
- 21 de fevereiro - Primeira Guerra Mundial: início da batalha de Verdun.[1]
- 21 de Abril - Revolta da Páscoa, com participação de Éamon de Valera e Michael Collins, marca, apesar da derrota, impulso decisivo para a luta do povo irlandês pela independência.
- 9 de março - A Alemanha declara guerra a Portugal.[1]
- 20 de agosto - Entrada na guerra da Roménia, ao lado dos Aliados.
- 21 de novembro - O navio transatlântico HMHS Britannic, afunda-se após ter embatido numa mina colocada por um submarino alemão.[2]
- 3 de dezembro - Lloyd George torna-se primeiro ministro do Reino Unido.

## Nascimentos
| Data           | Nome                     | Profissão                                                                     | Nacionalidade                 | Observações | Ref |
| -------------- | ------------------------ | ----------------------------------------------------------------------------- | ----------------------------- | ----------- | --- |
| 12 de janeiro  | Pieter Willem Botha      | presidente sul-africano de 1984 a 1989                                        | África do Sul                 | m. 2006     |     |
| 11 de março    | Harold Wilson            | primeiro-ministro britânico                                                   | Reino Unido                   | m. 1995     |     |
| 17 de abril    | Sirimavo Bandaranaike    | primeira mulher do mundo a ocupar o cargo de primeiro-ministro (do Sri Lanka) | Reino Unido (Sri Lanka)       | m. 2000     |     |
| 16 de maio     | Ephraim Katzir           | presidente de Israel de 1973 a 1978                                           | União Soviética (Ucrânia)     | m. 2009     |     |
| 18 de junho    | Julio César Turbay Ayala | Presidente da República da Colômbia de 1978 a 1982                            | Colômbia                      | m. 2005     |     |
| 30 de julho    | Alexandre Babo           | dramaturgo, jornalista, político e escritor                                   | Portugal                      | m. 2007     |     |
| 10 de agosto   | Hubert Maga              | presidente do Benim de 1960 a 1963 e de 1970 a 1972                           | França (Benim)                | m. 2000     |     |
| 15 de outubro  | Hassan Gouled Aptidon    | presidente do Djibouti de 1977 a 1999                                         | Reino Unido/ Itália (Somália) | m. 2006     |     |
| 26 de outubro  | François Mitterrand      | estadista e presidente de França de 1981 a 1995                               | França                        | m. 1996     |     |
| 21 de novembro | Romeu Italo Ripoli       | político e dirigente desportivo                                               | Brasil                        | m. 1983     |     |
| 6 de dezembro  | Kristján Eldjárn         | presidente da Islândia de 1968 a 1980                                         | Dinamarca (Islândia)          | m. 1982     |     |
| 8 de dezembro  | Cláudio Vilas-Boas       | sertanista e indigenista                                                      | Brasil                        | m. 1998     |     |
| 11 de dezembro | Osmar de Aquino          | político e jurista                                                            | Brasil                        | m. 1980     |     |
| 15 de dezembro | Miguel Arraes            | político                                                                      | Brasil                        | m. 2005     |     |
| ??             | Abdul Rahman Arif        | primeiro-ministro em 1967 e presidente do Iraque de 1966 a 1968               | Império Otomano               | m. 2007     |     |

## Mortes
| Data           | Nome                          | Profissão                                 | Nacionalidade   | Observações | Ref |
| -------------- | ----------------------------- | ----------------------------------------- | --------------- | ----------- | --- |
| 13 de janeiro  | Victoriano Huerta             | presidente do México de 1913 a 1914       | México          | n. 1850     |     |
| 28 de janeiro  | Ramiro Fortes de Barcellos    | escritor, médico, professor, e industrial | Brasil          | n. 1851     |     |
| 14 de outubro  | Manuel de Melo Cardoso Barata | político                                  | Brasil          | n. 1841     |     |
| 21 de novembro | Francisco José I              | Imperador da Áustria e Rei da Hungria     | Áustria-Hungria | n. 1830     |     |
| 11 de dezembro | Miguel Vaz de Almada          | político                                  | Portugal        | n. 1860     |     |
| 29 de dezembro | Grigori Rasputin              | místico                                   | União Soviética | n. 1864     |     |